# António Dias de Oliveira
António Dias de Oliveira (Valongo, 23 de junho de 1804 — Lisboa, São Mamede, 22 de abril de 1883) foi um bacharel em Leis, magistrado e político da esquerda portuguesa do tempo da Monarquia Constitucional, que, entre outras funções, foi deputado e ministro, tendo, entre 2 de Junho de 1837 e 10 de Agosto do mesmo ano, sido presidente do Conselho de Ministros de Portugal. Era membro da Maçonaria.

## Biografia
António Dias de Oliveira nasceu em Valongo, 20 de Julho de 1804, filho de Manuel Pereira Enes e de Ana Dias de Oliveira. Destinado a uma carreira em Direito, frequentou o curso de Leis da Universidade de Coimbra, na qual se formou bacharel em 1825.
Ingressou na magistratura, tendo atingido os cargos de juiz desembargador do Tribunal da Relação do Porto, juiz-conselheiro do Supremo Tribunal de Justiça e Procurador-Geral da Coroa.
Nas eleições gerais de Julho de 1834 foi eleito deputado pela Província do Douro, tendo prestado juramento a 23 de Agosto daquele ano. Nesta legislatura, que durou até 1836, foi membro da Comissão de Justiça e Legislação e da Comissão de Verificação de Poderes. Destacou-se na discussão das questões relacionadas com a venda dos bens nacionais e nas questões relacionadas com a organização judiciária do país. Integrado na la esquerda do liberalismo, defendeu a reforma da Carta Constitucional de 1826 e apoiou os deputados que se opuseram à lei sobre a décima, projecto que considerou imoral, inútil e injusto. Também apoiou Passos Manuel nas questões relacionadas com os direitos a aplicar na exportação de vinho do Porto.
Foi novamente eleito deputado pelo Douro nas eleições gerais de 31 de Julho de 1836, pela oposição contra os cartistas, tenso sido um dos deputados cuja chegada a Lisboa despoletou a Revolução de Setembro. Não tendo chegado a tomar posse nesse mandato, justamente por causa do movimento revolucionário de 9 de Setembro, voltou a ser eleito nas eleições gerais de 20 de Novembro de 1836, pelos setembristas, nos círculos eleitorais do Porto e de Penafiel. Optou por representar o Porto, ao que parece durante a missa do Espírito Santo que a Carta prescrevia para os deputados recém-eleitos. Prestou juramento a 25 de Janeiro de 1837.
Neste mandato, em que as Cortes se assumiram como Congresso Constituinte e aprovaram a Constituição portuguesa de 1838, foi eleito vice-presidente do Congresso, na sessão de 23 de Fevereiro de 1837, tendo assegurado a presidência interina durante os meses de Março a Maio daquele ano.
A 1 de Junho de 1837, em plena crise política da fase incipiente do setembrismo, foi nomeado ministro do Reino e ministro interino da Justiça. Perante a impossibilidade de se formar um gabinete, no dia seguinte foi encarregado de formar ministério, ascendendo a presidente do Conselho de Ministros, tendo governado até 10 de Agosto desse ano, data em que foi exonerado e substituído por Bernardo de Sá Nogueira de Figueiredo. Durante o seu mandato ocorreu a Revolta dos Marechais, um levantamento militar cartista que se gorou.
Nas eleições gerais de 22 de Março de 1840 concorreu pelo círculo da Feira, mas a sua candidatura foi anulada. Apenas voltou ao Parlamento na 8.ª legislatura, sendo eleito deputado pelo círculo de Amarante nas eleições gerais realizadas em Novembro de 1851. Por razões de saúde, apenas prestou juramento a 3 de Fevereiro de 1852.
Nesta segunda passagem pelo Parlamento manteve-se como um deputado de esquerda, votando sempre a favor da reforma constitucional e defendendo causas caras ao setembrismo.
Faleceu em 22 de abril de 1883, na freguesia de São Mamede, concelho de Lisboa, com 78 anos. Foi sepultado inicialmente no Cemitério dos Prazeres, tendo sido transladado para o Cemitério do Prado do Repouso, no Porto.